# Konrad von Hüneburg
Konrad von Hüneburg (oder Hunenburg), (* vor 1170; † 29. Oktober 1202 in Straßburg) war von 1190 bis 1202 Elekt und Fürstbischof von Straßburg unter der Herrschaft von Kaiser Heinrich VI., dem römisch-deutschen König Philipp von Schwaben und König Otto IV., unter den Pontifikaten von Clemens III., Cölestin III. und Innozenz III.

## Herkunft und Familie

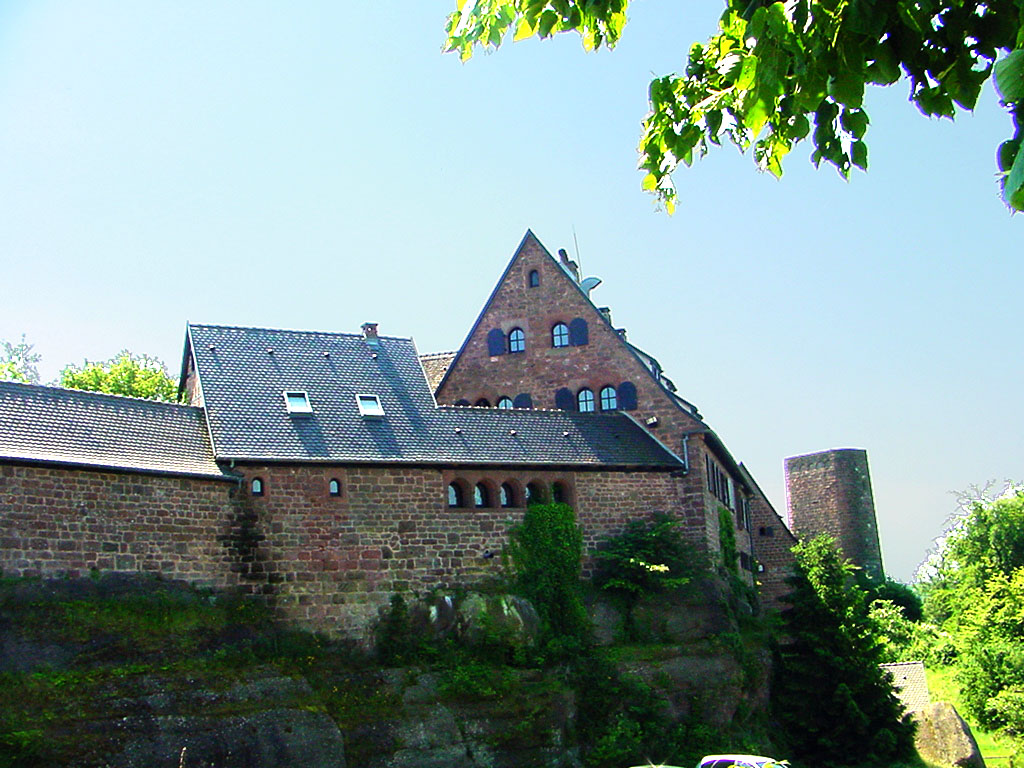
Burg Hunebourg heute

Er stammte aus dem unterelsässischen Geschlecht der Herren von Hüneburg oder Hunenburg, die im 12. Jahrhundert Landgrafen im Unterelsass stellten, und erschien erstmals in einer Urkunde von 1185 als Archidiakon der Straßburger Kirche.
Die Herren von Hüneburg waren Schirmherren der Abteien von Neuwiller und Honau.
Sein Vater Eberhard von Hüneburg erhielt die Burg auf den Buntsandsteinfelsen der Niedervogesen von Folmar, Graf von Metz und Vogt von Neuwiller, der das Schloss 1122 erbaute Eberhard hinterließ vier Söhne: Eberhard, Konrad, Otto und Werner. Der Älteste pflanzte das Geschlecht fort, doch es erlosch im Jahre 1351 mit Johann von Hüneburg. Der Jüngste stiftete in Straßburg das Kloster zur heiligen Dreifaltigkeit. und wurde dort begraben. Otto wurde getötet.
Die Hüneburg hatten den Titel des bischöflichen Erz-Marschalls erblich inne, der dann auf die Herren von Lichtenberg überging. Der Erzmarschall befehligte die bischöflichen Streitkräfte.

## Geistliche und weltliche Hoheit

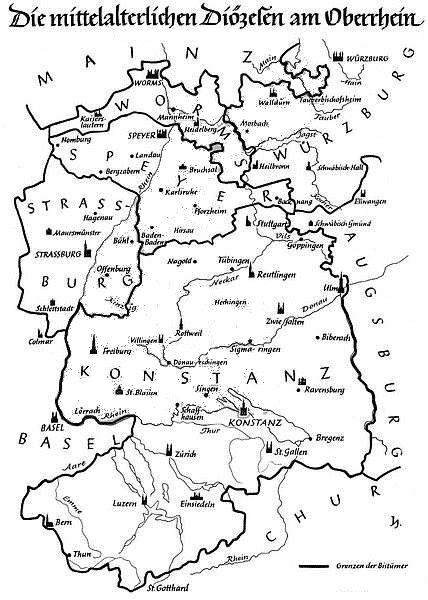
Bistümer am Rhein

Der Straßburger Bischof war seit dem frühen Mittelalter Reichsfürst des Heiligen Römischen Reiches Deutscher Nation.
In Personalunion mit seiner geistlichen Macht übte er als Landesherr eine weltliche Herrschaft über das Hochstift Straßburg, das sich im Laufe der Jahrhunderte zu einem institutionellen, allerdings territorial zersplitterten Flächenstaat entwickelte.
Der geistliche Einfluss des Straßburger Bischofs ging  über das Hochstift hinweg, denn lediglich zwei Diözesen verwalteten das elsässische Territorium mit zahlreichen unabhängigen Reichsstädten, geistlichen und weltlichen Herrschaften: das Straßburger Bistum im Norden und das Basler Bistum im Süden.

## Leben und Wirken
Im Frühjahr 1190 erfolgte nach dem Ableben Heinrichs von Hasenburg seine Wahl zum Bischof. Er begleitete König Heinrich VI. auf dessen Romzug als Bischof und erhielt am 17. April 1191 im Lager bei Frascati vom Kaiser eine beträchtliche Güterschenkung für sein Bistum. Konrad blieb treuer Anhänger des Kaisers und unterstützte seine Pläne für eine Reform der Reichsverfassung. Allerdings lag er schon seit 1196 mit Heinrichs Bruder, dem Pfalzgrafen Otto von Burgund, in Fehde.
Mit des Kaisers Tod trat er von der staufischen zur welfischen Partei über. Konrad griff jetzt über Ottos Territorium hinaus auch das im Elsass gelegene Reichsgut an, welches er für herrenlos betrachtete. Er trat also offen zur Gegenpartei über und wurde der Führer der feindlichen Liga am Oberrhein. So unterstützte er auch die Wahl des Welfen Otto IV. im Sommer 1198 zum deutschen König.
Während Konrad in Köln und Aachen bei König Otto weilte, brach der Staufer König Philipp von Schwaben verwüstend in das Elsass ein und verbrannte mehrere bischöfliche Städte und Burgen. Die Lage des Bischofs wurde von Tag zu Tag isolierter und verzweifelter. Als im Sommer 1199 Philipp abermals im Elsass erschien und bis an die Mauern Straßburgs vordrang, wurde Konrad durch die Bürgerschaft Straßburgs zur Unterwerfung gezwungen, da von König Otto keine Hilfe zu erhoffen war. Von Philipp erhielt er dafür die Aufgabe der Straßburger Kirchenlehen. Trotzdem blieb Konrad Anhänger der Welfen. Offenen Widerstand wagte er allerdings nicht mehr. Er konnte sich dem staufischen Machtbereich nicht mehr entziehen.
Unter Konrad hat die Entwicklung des Straßburger Gemeinwesens beträchtliche Fortschritte gemacht. So wird auch an seinen Namen eine bedeutende Erweiterung der Stadt geknüpft. Bis zum Sommer 1199 erscheint Konrad als Herr der Stadt. Erst während der Belagerung Philipps machte sich die Bürgerschaft zur Herrin der Situation und zwang den Bischof zur Übergabe der Stadt. In den letzten Jahren seiner Regierung sind dann die Anfänge eines selbstständigen, kommunalen Regiments urkundlich sicher nachweisbar. Der Stadtrat setzte sich aus Ministerialen und Bürgern zusammen und führte ein eignes Siegel. Um die Wende des Jahrhunderts entstand vermutlich auch das zweite Straßburger Stadtrecht, das die straf- und verwaltungsrechtlichen Befugnisse jenes Ratskollegiums näher bestimmte.
Dieser Einbuße an bischöflichen Rechten stehen große Landerwerbungen für das Bistum gegenüber. Dazu gehören Erwerbungen im Breisgau sowie der Vertrag mit Otto von Geroldseck über den Besitz von Zabern.
Am 29. Oktober 1202 beschloss Konrad sein bewegtes Leben, in der Andreaskapelle des Münsters wurde er beigesetzt.